# Каппельн
Каппельн (нем. Kappeln) — город в Германии, в земле Шлезвиг-Гольштейн. 
Входит в состав района Шлезвиг-Фленсбург.  Население составляет 9667 человек (на 31 декабря 2010 года). Занимает площадь 43,32 км². Официальный код  —  01 0 59 045.